# Clubsessel

Typischer lederner Clubsessel aus den 1920er Jahren

Ein Clubsessel ist ein strapazierbarer Luxussessel im Stil des Art déco. Er ist ein voll gepolsterter Sessel, der ursprünglich für die Möblierung von Club- und Gesellschaftsräumen, besonders in den englischen Herrenclubs der 1930er Jahre, genutzt wurde; so entstand auch der Name.

## Ursprung
Clubsessel wurden meist mit Leder bezogen und hatten ein loses Sitzkissen. Das Kennzeichen eines Clubsessels aus fachlicher Sicht ist immer ein klassischer Polsteraufbau, wie er in der Entstehungszeit üblich war, unter Verwendung klassischen Polstermaterials. Aufbau, Verarbeitung und die Werkstoffe der 1930er Jahre garantierte neben der charakteristischen Form auch die entsprechende Sitzqualität, die heute mit industrieller Polstertechnik nicht leicht zu erreichen ist.

## Aufbau
Grundlage eines Clubsessels bildet immer ein stabiler Holzrahmen, idealerweise aus Hartholz wie Buche und Eiche, in manchen Fällen aber auch aus Weichholz wie Fichte oder Tanne. Der Gestellrahmen wurde mit Jutegurten über Kreuz auf die Unterseite gespannt und erhielt so eine solide Grundlage für den folgenden Polsteraufbau. Um die gewünschte Polsterhöhe und hohen Sitzkomfort zu erreichen, wurden so genannte „Doppelkegelfedern“ oder auch „Taillenfedern“ verwendet. Sie dienten als Einzelfedern zum Aufbau herkömmlich geschnürter Federpolster. Zwar waren diese Federn schon 1790 erfunden worden, wurden aber zunächst noch als offene, unverknotete Federn verwendet. Gebrauchsfähig wurden sie erst mit der Kenntnis der Stahldrahtherstellung im 19. Jahrhundert; sie hatten anschließend im Biedermeier und im Historismus ihre Blütezeit.
Die Taillenfedern wurden in der richtigen Stellung mit mindestens vier Stichen auf die Gurte genäht. Hier galt es besonders vorausschauend zu arbeiten: Eine jetzt mit dem Knoten im obersten Federring im Winkel von 45° zum Gurtkreuz stehende Feder setzte eine spätere „Französische Schnürung der Füllfäden“, ein im Winkel von nur 22,5° stehender Knoten eine spätere „Deutsche Schnürung“ voraus. Je nach Wahl des Stichs konnte man den Federring halb oder ganz umschlingen, jedoch mussten die Nähstiche dicht an den Federring gezogen werden, um ein Verschieben der Federn zu verhindern.

Geknotete Taillenfedern; der Hinweis 7/36 gibt z. B. eine Federhöhe von sieben Gängen und einen Drahtdurchmesser von 3,6 mm an.

So auf die Jutegurte genäht, konnte man die Federn nach dem später gewünschten Härtegrad und der gewünschten Höhe mit individuell gestellten „Stell-, Retoure- und Knotenfäden“ in Längs- und Querschnürung mit Schlingen, Bohnen und Knoten in Form bringen. Für solche Sitzpolsterungen wurden im Allgemeinen sechs- bis achtgängige Taillenfedern mit einer unbelasteten Federhöhe zwischen 17 und 34 cm und Drahtdurchmessern von 3,2 bis 4,0 mm verwendet. Je größer der Drahtdurchmesser gewählt wurde, desto größer war auch die Tragfähigkeit des Polsters.
Zur Erzielung des Sitzgefälles und der größeren Nachgiebigkeit nahmen die Federn nach hinten hin in der Gangzahl und im Drahtdurchmesser ab. Clubsessel mit vorgebauter Sitzkante erhielten eine hochgestellte Vorderkante, indem die Federn der vordersten Reihe auf der Vorderzarge oder einer dort angebrachten Holzleiste mit Krampen befestigt wurden. Ein vorher darunter angebrachter Jutestreifen verhinderte beim Benutzen störende Geräusche (und ist auch heute noch als „Klapperstreifen“ bekannt). Ein Hochstellen der vorderen Federreihe erforderte Federn mit geringerer Gangzahl und führte dazu, dass diese Federn als sogenannte „freistehende Federkante“ separat geschnürt werden mussten. Anschließend wurden mit Kantendraht die äußeren Federringe verstärkt. Den Abschluss bildeten Füllfäden, bei denen man grundsätzlich die doppelrechtwinklige Schnürung (doppelte französische Schnürung) und die Diagonalschnürung (deutsche Schnürung) unterscheidet. Unterschied beider Schnürungen ist, dass durch die deutsche Schnürung eine festere Oberfläche entsteht, da der oberste Federring hierbei achtmal gefasst wird, gegenüber der französischen Schnürung, bei der der Federring nur viermal gefasst wird.

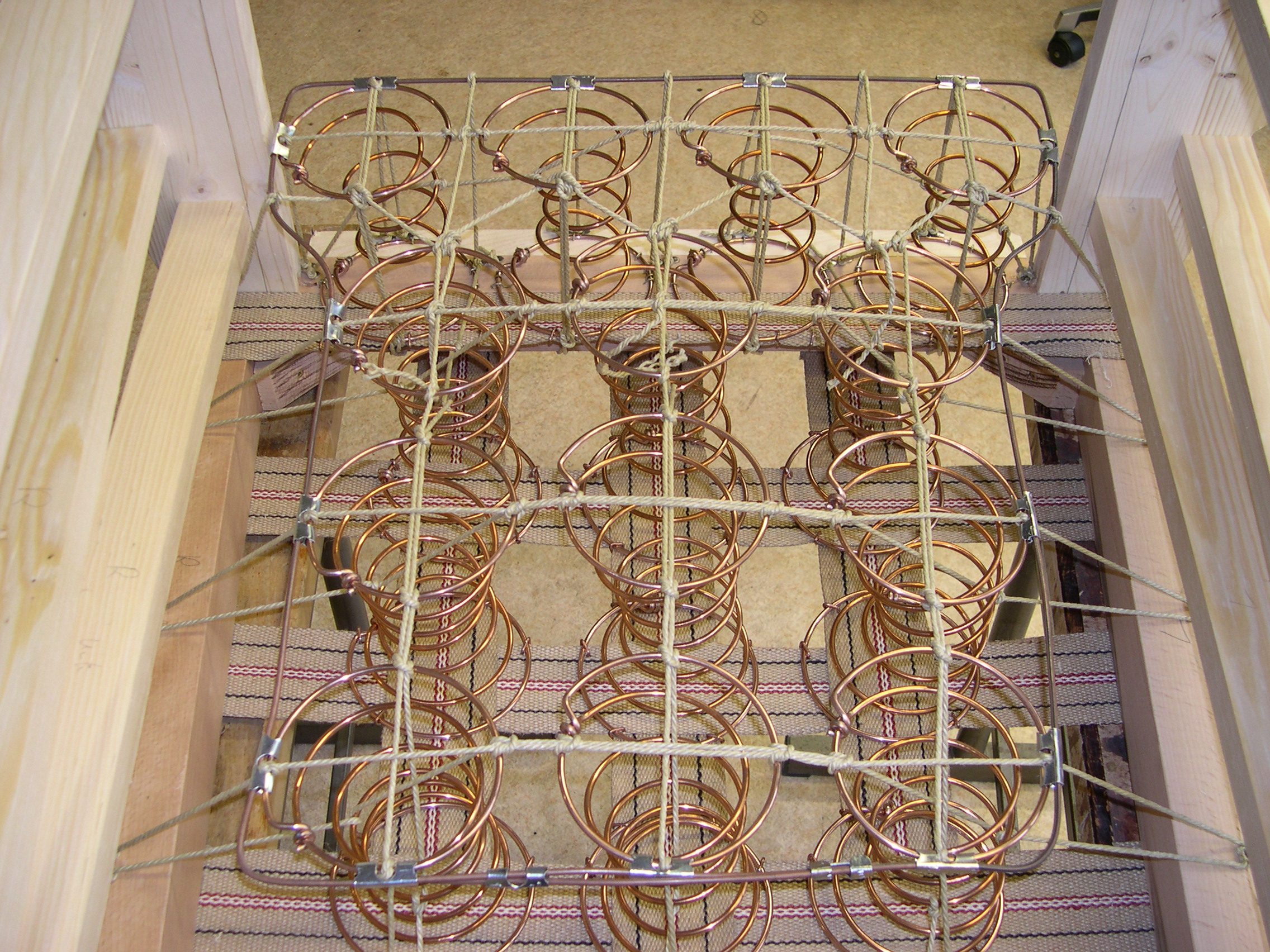
Geschnürtes Sitzpolster mit Stell- und Knotenfäden und hochgestellter Vorderkante

Der nun entstandene Polsteraufbau wurde mit einer Lage Federleinwand bespannt. Das folgende Formpolster (ältere Bezeichnung „Fasson“; französisch: Form) ist die tragende Polsterschicht mit geringer Weichheit, die durch die Polsterkante in Form gebracht wird. Als gebräuchlichste Polsterfüllstoffe hierfür galten pflanzliche Füllstoffe wie Afrik, das aus den Blättern der Zwergpalme gewonnen wird; aber auch Alpengras oder Waldhaar, so genanntes Riedgras, kamen in Süddeutschland häufig vor. Auf dem Federleinen wurden Lasierstiche gezogen, etwa drei Zentimeter Füllstoff aufgelegt und gut verzupft unter die Lasierstiche geschoben. Anschließend wurde Fassonleinwand übergeheftet, angesteckt und durchgenäht, durchgesessen und nochmals nachgezogen. Die folgende Pikierung aus tierischen Füllstoffen wie Rinder- und Rosshaar glich die Unebenheiten des Formpolsters aus und gab dem Polster die notwendige Oberflächenweichheit.
Abgerundet wurde der Sitz eines Clubsessels mit einem lose aufliegenden federgefüllten Kissen. Der beschriebene klassische Polsteraufbau sollte sich auf alle Fälle im Sitz- und Rückenbereich eines solchen Sessels befinden, kommt aber bei manchen Sesselformen auch in den Armlehnen vor.

## Bezug

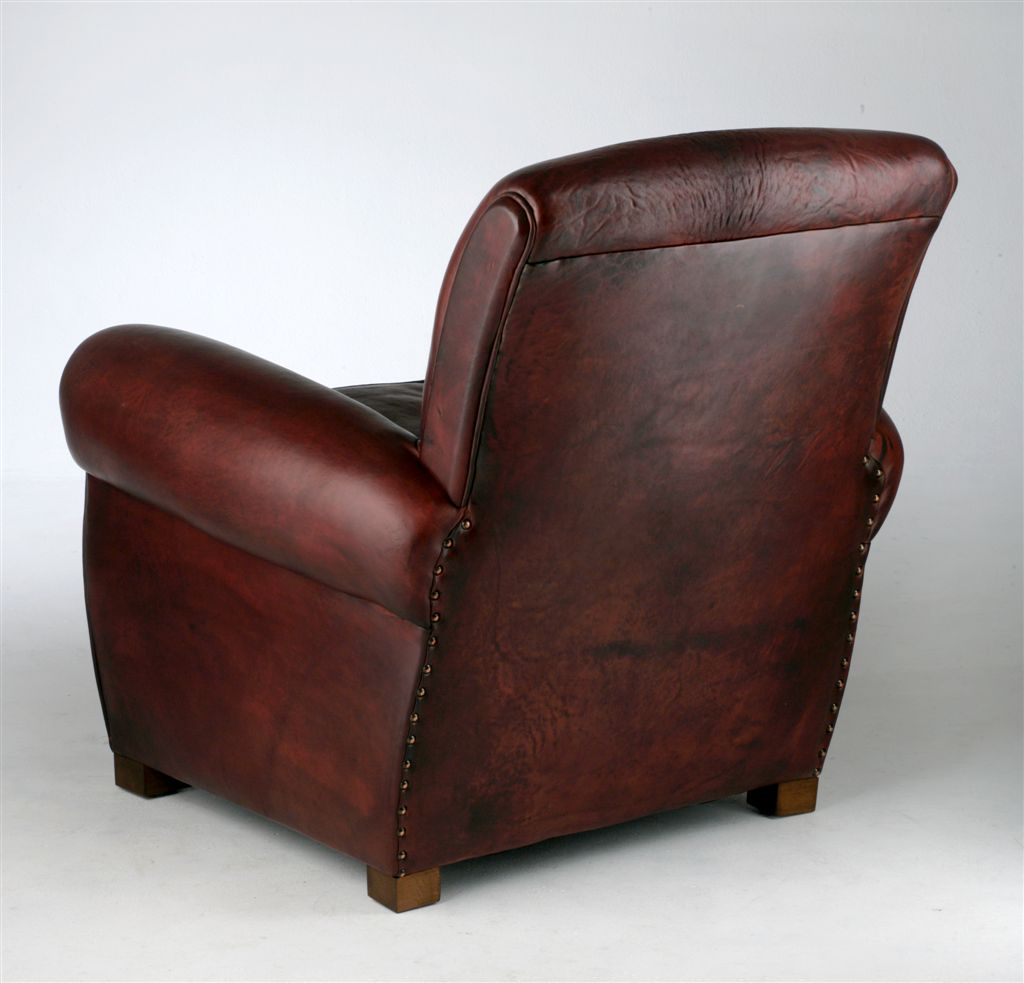
Ein handgefärbter und handpatinierter Ledersessel

Meist waren die Sessel mit Leder bezogen. Ein Bezug mit Stoff wie Flachgewebe oder Velours war für diese Art von Sesseln in der Entstehungszeit eher selten und wurde erst in den 1950er und 1960er Jahren bevorzugt. Das Leder war pflanzlich gegerbt. Pflanzliche Gerbmittel gehören zu den ältesten Stoffen, die der Mensch zum Gerben verwendet hat; die Gerbstoffgehalte schwanken zwischen 8 und 70 Prozent. Dass das Leder häufig patiniert, also nach dem Beziehen des Sessels von Hand eingefärbt wurde (cuir patiné), macht diese Stücke auch optisch einzigartig.

## Beispiele
Die Entstehungszeit des Clubsessels wird meist in der Zeit zwischen den beiden Weltkriegen, also in den Jahren 1920 bis 1940, angesetzt; Viele Formen damals hergestellter Clubsessel sind als typisches „Art déco“ anzusehen. Berühmte Designer waren unter anderem Ray und Charles Eames aus den USA.

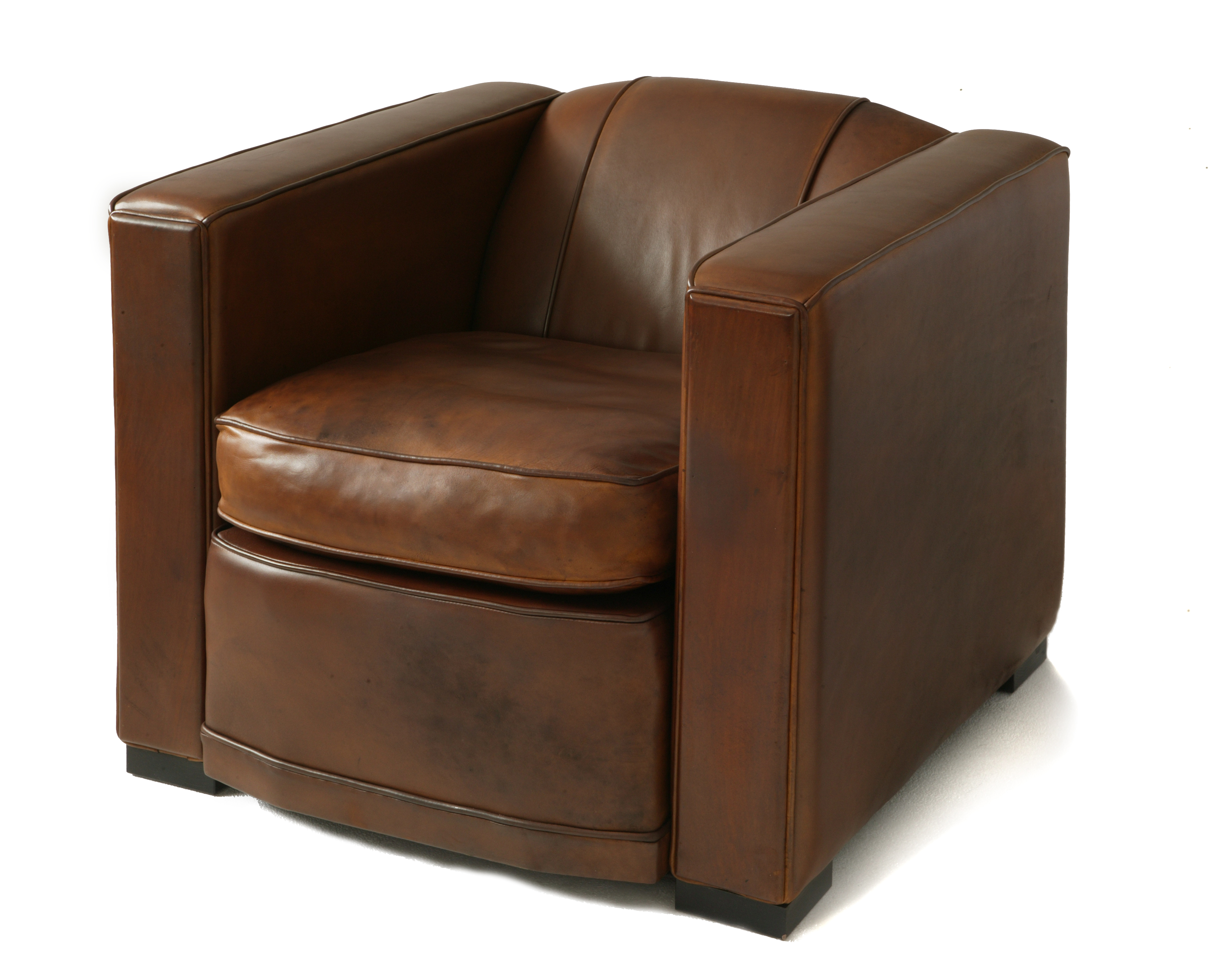
Typischer Art-déco-Clubsessel. Die kubische Form war grundlegendes Kennzeichen dieser Epoche.
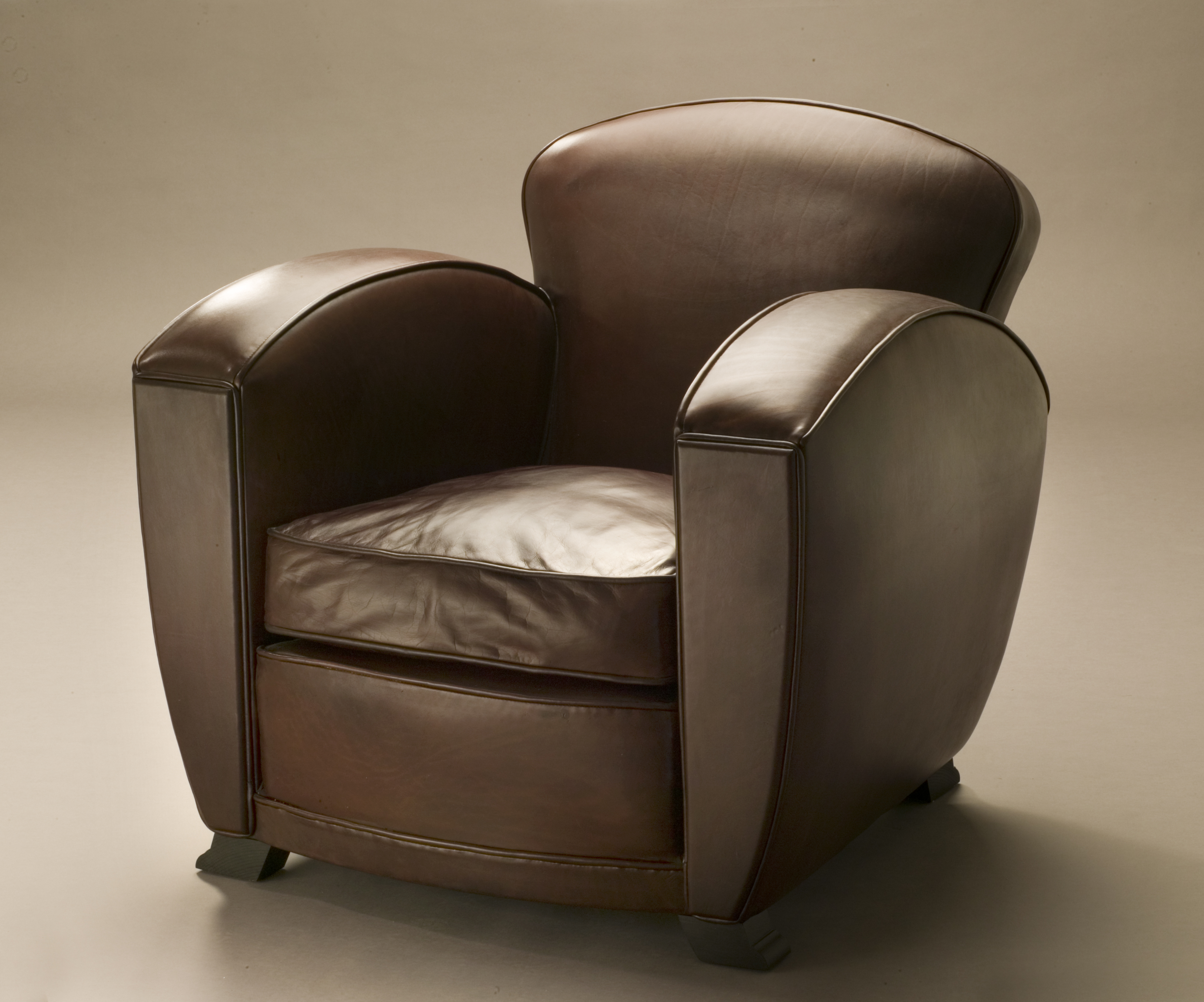
Clubsessel Grand Taille: Auch hier erhielt der Sessel seinen Namen aus der Form des Rückens.
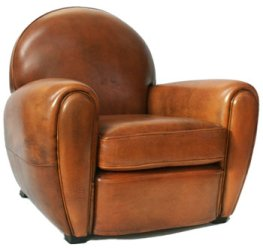
Cognac Clubsessel mit runden Formen
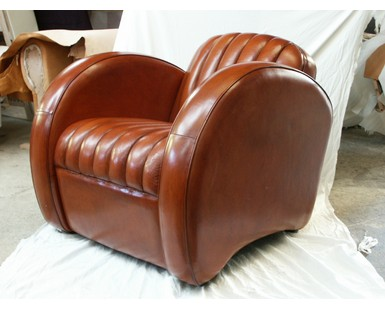
Clubsessel in Schafleder